# Finlandizáció
A finlandizáció (finnlandizálás, helyenként finnesítés) politikai fogalma a második világháború után a Szovjetunió és Finnország között kialakított kapcsolatrendszer általánosításán alapult. Lényege, hogy Finnország belpolitikai szabadságának, társadalmi rendszerének megőrzése, a szomszédos nagyhatalommal kialakított jó gazdasági kapcsolatok fejében nemzetközi téren pozitív semlegességi politikát vállalt és lemondott a Szovjetunióval szemben álló szövetségi rendszerekhez, elsősorban a NATO-hoz való csatlakozásról. Ennek a finn pozitív semlegességi irányvonalnak a kidolgozása és megvalósítása két kiemelkedő finn politikus, Juho Kusti Paasikivi és Urho Kekkonen nevéhez fűződik.
A fogalom a hidegháború idején időnként pozitív, szándékolt célként volt használatos a szovjet befolyás alatt álló országok számára, de gyakrabban negatív, pejoratív értelemben használták, mint a kívánatos rendszerváltás elfogadhatatlan (ön)korlátozását, illetve a nyugati szövetségi rendszer bomlasztásának eszközét.

## Története
Finnország a második világháború idején a Szovjetunióval megvívott két háború, a téli háború és a folytatólagos háború után, részben a téli háború szovjet részről rendkívül kudarcos tapasztalatai miatt, elkerülte a szovjet megszállást. A két ország 1948-ban barátsági és kölcsönös segélynyújtási szerződést kötött, amelyben leszögezték: egyik fél sem vesz részt a másik ellen irányuló szövetségben, kölcsönösen tiszteletben tartják az egymás belügyeibe való be nem avatkozás elvét. Paasikivi, majd Kekkonen következetesen tartotta magát ehhez a megállapodáshoz, és baráti, gazdaságilag gyümölcsöző együttműködést folytatott a Szovjetunióval. A finn belpolitika jobboldali erői rendszeresen támadták ezt a politikát, de nem sikerült többséget szerezniük annak megváltoztatásához. 
A finn-szovjet viszony a békés egymás mellett élésnek, a kis és nagy államok egyenrangú együttműködésének a példája lett a nemzetközi kapcsolatokban. Ez a jó viszony segítette elő, hogy az 1970-es évektől Finnország a Helsinkiben megrendezett Európai Biztonsági és Együttműködési Értekezlet és a helsinki záróokmány  elfogadása révén jelentős szerepet játszhasson a nemzetközi enyhülésben, a hidegháború lezárásában.

## Ellentmondások
Nyugat-Európában, de Japánban is időnként nagy politikai, társadalmi viták bontakoztak ki e politikai fogalom körül. Egyes politikai erők e politika alkalmazásában vélték megtalálni a békés jövőt, és kelet-nyugati kapcsolatok ideológiamentes fejlesztését pártolták, mások viszont nagy veszélyeket láttak benne, a szovjet hódítás előszobájának tekintették, valamint tartottak az Egyesült Államokhoz fűződő kapcsolatok megromlásától.